# José Rumazo González
José Rumazo González Moya (Latacunga, 28 de agosto de 1904 – Quito, 26 de fevereiro de 1995) foi um escritor, historiador, paleógrafo e diplomata equatoriano. Notabilizou-se pelo poema épico "Parusía" (mais de 240.000 versos). Sua obra literária inclui os poemários "Proa", "Altamar", "Raudal", "Soledades de la Sangre", "Claridades en Vislumbres" e "Hacia lo inefable", os dramas "Sevilla del Oro" e "La leyenda del Cacique Dorado", e o romance "Andariegos". Como historiador, publicou "El Ecuador en la América Prehispánica" (premiado pela Academia Nacional de História), "La región amazónica del Ecuador en el siglo XVI" e os "Documentos para la Historia de la Audiencia de Quito" (oito volumes sobre Pedro Vicente Maldonado). Presidiu o Instituto Equatoriano de Cultura Hispânica e a Academia Equatoriana da Língua. Recebeu diversas honrarias, incluindo a Gran Cruz da Ordem Nacional do Cruzeiro do Sul do Brasil e o Prêmio Nacional Eugenio Espejo.

## Biografia
José Rumazo González Moya nasceu em 1904 em Latacunga, Equador. Influenciado pela antropologia e arqueologia do século XX, José Rumazo González dividiu a história do Equador em "Ecuador en la América Prehispánica", explorando as origens diversas dos primeiros povos (sugerindo influências melanésias, malaias, polinésias, etc.) e uma possível ascendência Maia para indígenas pré-incaicos. Ele também estudou Pedro Vicente Maldonado na "Biblioteca Ecuatoriana Mínima", resumindo sua vida à estrada que construiu, ao mapa que criou e ao seu trabalho como naturalista, com base em pesquisas no Arquivo de Indias.
Apesar de sua vasta obra literária, o principal livro na carreira de José Rumazo González foi o poema épico "Parusia". O título da obra aborda a escatologia, o conjunto de crenças compartilhadas em religiões (no caso de Rumazo, o cristianismo) sobre o fim da história e o destino do universo. O poema é escrito majoritariamente em versos hendecassílabos e foi publicado em sete volumes intitulados: "O Vértice do Tempo Final", "O Império do Abismo", "O Glorioso Advento", "O Juízo Universal", "As Visões da Consciência", "O Juízo Final" e "O Juízo e a Criação Transfigurada". Seus últimos anos foram dedicados à reedição de seus escritos, com seus poemas republicados na antologia "Ecos do Silêncio" em 1987. "Parusia" teve três edições, em 1960, 1972 e 1985. Segundo o próprio autor, ele nunca imaginou que o poema seria tão longo. Inicialmente, escrevia uma ou duas horas por dia em Honduras, após suas atividades como embaixador. A primeira edição, com quatro volumes e cerca de 135 mil hendecassílabos, foi concluída em 1972 e impressionou pela sua "densidade, fundo e espírito", sendo considerada "a epopeia mais extensa já tentada na literatura de língua espanhola". Foi incluída no "International Christian Literature Documentation Project" como um exemplo.

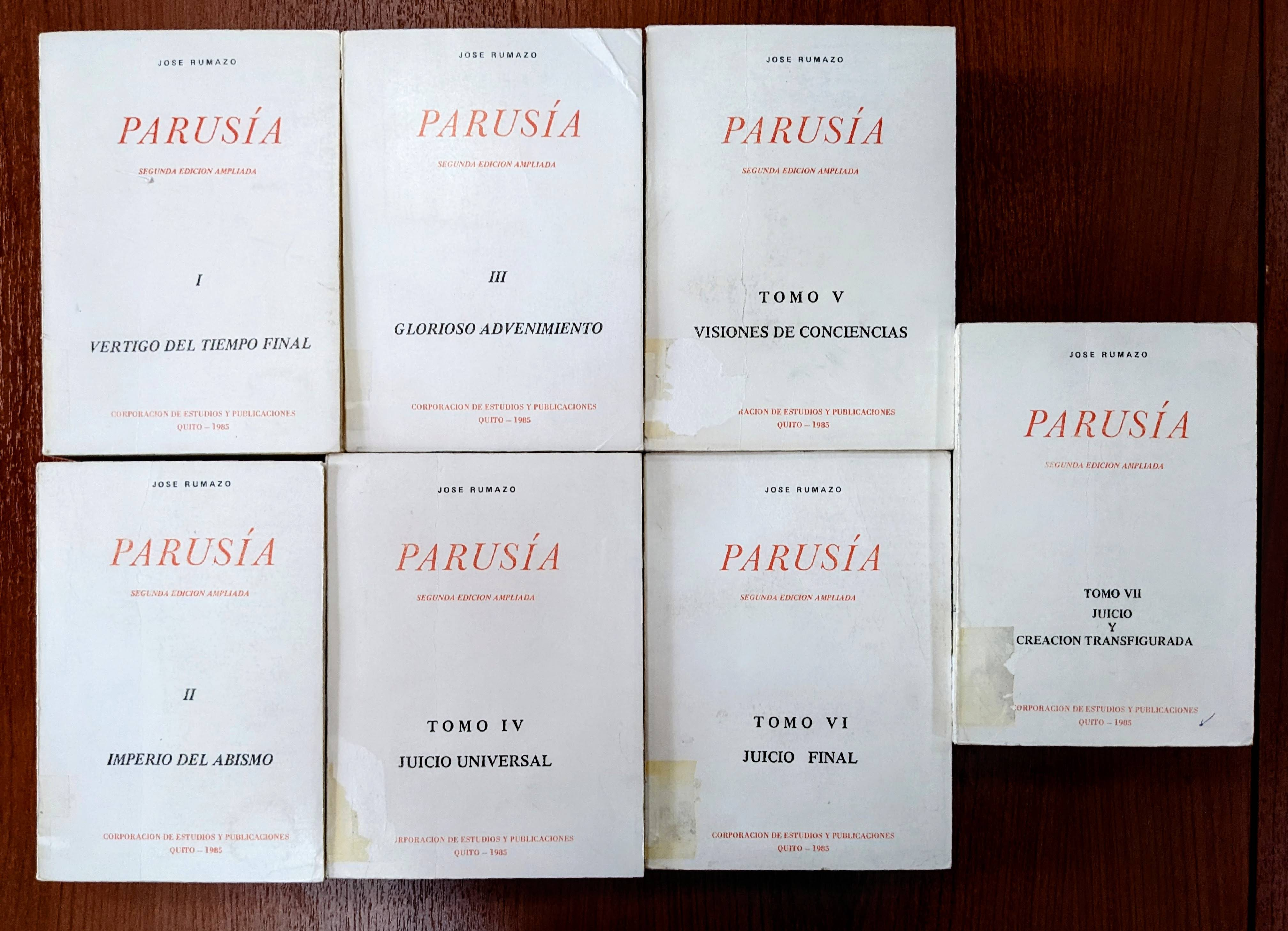
Parusía

Rumazo sentiu a necessidade de continuar a obra, resultando na segunda edição ampliada para sete volumes, com cerca de 240 mil hendecassílabos, publicada em 1985 e dedicada ao Papa João Paulo II durante sua visita ao Equador. Em 1987, recebeu o Prêmio Nacional Eugenio Espejo na área de Literatura. Por sua obra, foi considerado o "Dante Alighieri do Equador". Rumazo se via como um continuador da tradição da poesia épica cristã, seguindo a obra "Paraíso Perdido" de John Milton, buscando cantar o "último ato" da Revelação, em contraste com o Gênesis cantado por Milton. O poema também foi elogiado pelo crítico literário Hernán Rodríguez Castelo.

## Lista de obras
- 1930: Proa, 227 pg.
- 1932: Altamar 198 pg.
- 1932: O novo clasicismo na poesia, (ensaio), 41 pg.
- 1933: O Equador na América Prehispánica, 284 pg.
- 1934: Aragón, Sacristán e Anselmo, (contos), 44 pg.
- 1934: Livros Primeiro e Segundo do Cabildo de Quito (O livro verde) 535 pg. e 404 pg.
- 1937: Víctor Mideros, (crítica) 46 pg.
- 1946: A região amazónica do Equador no século XVI, 311 pg.
- 1949: Raudal 129 pg.
- 1950: Solidões do sangue 64 pg.
- 1950: O amor sonhado na morte 101 pg.
- 1956: Andariegos, (novela) 607 pg.
- 1958: Documentos para a História da Audiência de Quito. Maldonado, 8 vol.
- 1958: Sevilla do ouro e A lenda do cacique dourado, (drama) 123 pg.
- 1960, 1972, 1985: Parusía, o glorioso chegada 7134 pg.
- 1987: Ecos do silêncio (antología) 774 pg.
- 1988: Sendas e encontros, (ensaios) 1138 pg.
- 1989: Clarezas em vislumbres, 407 pg.
- 1991: Para o inefable, 332 pg.